# Slovacchia ai Giochi della XXXII Olimpiade
La Slovacchia ha partecipato ai Giochi della XXXII Olimpiade, che si sono svolti a Tokyo, Giappone, dal 23 luglio all'8 agosto 2021 (inizialmente previsti dal 24 luglio al 9 agosto 2020 ma posticipati per la pandemia di COVID-19) con quarantuno atleti, ventisette uomini e quattordici donne.
Si è trattata della settima partecipazione di questo paese ai Giochi estivi.

## Medaglie
| Riepilogo quotidiano | Riepilogo quotidiano | Riepilogo quotidiano | Riepilogo quotidiano | Riepilogo quotidiano | Riepilogo quotidiano | Riepilogo quotidiano |
| -------------------- | -------------------- | -------------------- | -------------------- | -------------------- | -------------------- | -------------------- |
| Giorno               | Data                 |                      |                      |                      | Totale               |                      |
| 6º                   | 29                   | 1                    | 0                    | 0                    | 1                    |                      |
| 7º                   | 30                   | 0                    | 1                    | 0                    | 1                    |                      |
| 8º                   | 1º                   | 0                    | 1                    | 0                    | 1                    |                      |
| 15º                  | 7                    | 0                    | 0                    | 1                    | 1                    |                      |
| Totale               | Totale               | 1                    | 2                    | 1                    | 4                    |                      |

### Medagliere per disciplina
| Sport       | Oro | Argento | Bronzo | Totale |
| ----------- | --- | ------- | ------ | ------ |
| Canoa/kayak | 0   | 1       | 1      | 2      |
| Golf        | 0   | 1       | 0      | 1      |
| Tiro        | 1   | 0       | 0      | 1      |
| Totale      | 1   | 2       | 1      | 4      |

### Medaglie
| Medaglia | Nome                                           | Sport       | Evento                |
| -------- | ---------------------------------------------- | ----------- | --------------------- |
| Oro      | Zuzana Rehák-Štefečeková                       | Tiro        | Trap femminile        |
| Argento  | Jakub Grigar                                   | Canoa/kayak | Slalom K1 maschile    |
| Argento  | Rory Sabbatini                                 | Golf        | Individuale maschile  |
| Bronzo   | Samuel Baláž Denis Myšák Erik Vlček Adam Botek | Canoa/kayak | K4 500 metri maschile |

## Delegazione
| Sport            | Uomini | Donne | Totale |
| ---------------- | ------ | ----- | ------ |
| Atletica leggera | 5      | 4     | 9      |
| Badminton        | 0      | 1     | 1      |
| Canoa            | 7      | 2     | 9      |
| Ciclismo         | 2      | 0     | 2      |
| Ginnastica       | 0      | 1     | 1      |
| Golf             | 1      | 0     | 1      |
| Lotta            | 1      | 0     | 1      |
| Nuoto            | 1      | 1     | 2      |
| Pugilato         | 1      | 0     | 1      |
| Tennis           | 3      | 0     | 3      |
| Tennistavolo     | 2      | 1     | 3      |
| Tiro             | 4      | 3     | 7      |
| Tiro con l'arco  | 0      | 1     | 1      |
| Totale           | 27     | 14    | 41     |

## Atletica leggera
Eventi su pista e strada
| Atleta            | Evento                   | Batteria  | Batteria  | Semifinale      | Semifinale      | Finale          | Finale          |
| Atleta            | Evento                   | Risultato | Posizione | Risultato       | Posizione       | Risultato       | Posizione       |
| ----------------- | ------------------------ | --------- | --------- | --------------- | --------------- | --------------- | --------------- |
| Ján Volko         | 100 m maschili           | 10"40     | 7º        | Non qualificato | Non qualificato | Non qualificato | Non qualificato |
| Ján Volko         | 200 m maschili           | 21"21     | 5º        | Non qualificato | Non qualificato | Non qualificato | Non qualificato |
| Gabriela Gajanová | 800 m femminili          | 2'01"41   | 7ª        | Non qualificata | Non qualificata | Non qualificata | Non qualificata |
| Emma Zapletalová  | 400 m ostacoli femminili | 55"00     | 6ª q      | 55"79           | 6ª              | Non qualificata | Non qualificata |
| Miroslav Úradník  | Marcia 20 km maschile    | N.D.      | N.D.      | N.D.            | N.D.            | 1h29'25"        | 41º             |
| Mária Czaková     | Marcia 20 km femminile   | N.D.      | N.D.      | N.D.            | N.D.            | 1h41'29"        | 45ª             |
| Michal Morvay     | Marcia 50 km             | N.D.      | N.D.      | N.D.            | N.D.            | 4h15'22"        | 41º             |
| Matej Tóth        | Marcia 50 km             | N.D.      | N.D.      | N.D.            | N.D.            | 3h56'23"        | 14º             |

Eventi su campo
| Atleta           | Evento                        | Qualificazione | Qualificazione | Finale          | Finale          |
| Atleta           | Evento                        | Risultato      | Posizione      | Risultato       | Posizione       |
| ---------------- | ----------------------------- | -------------- | -------------- | --------------- | --------------- |
| Marcel Lomnický  | Lancio del martello maschile  | 72,52          | 24º            | Non qualificato | Non qualificato |
| Martina Hrašnová | Lancio del martello femminile | 66,63          | 25ª            | Non qualificata | Non qualificata |

## Badminton
| Atleta          | Evento            | Girone                     | Girone               | Girone | Ottavi               | Quarti               | Semifinale           | Finale               | Finale          |
| Atleta          | Evento            | Avversario Punteggio       | Avversario Punteggio | Pos.   | Avversario Punteggio | Avversario Punteggio | Avversario Punteggio | Avversario Punteggio | Pos.            |
| --------------- | ----------------- | -------------------------- | -------------------- | ------ | -------------------- | -------------------- | -------------------- | -------------------- | --------------- |
| Martina Repiská | Singolo femminile | Sotomayor V (21–19, 21–12) | Li P (18–21, 16–21)  | 2ª     | Non qualificata      | Non qualificata      | Non qualificata      | Non qualificata      | Non qualificata |

## Canoa/kayak

### Slalom
| Atleta           | Evento       | Qualificazioni | Qualificazioni | Qualificazioni | Qualificazioni | Qualificazioni | Qualificazioni | Semifinali | Semifinali | Semifinali | Finale   | Finale | Finale    |
| Atleta           | Evento       | 1ª manche      | Pos.           | 2ª manche      | Pos.           | Migliore       | Posizione      | Penalità   | Tempo      | Posizione  | Penalità | Tempo  | Posizione |
| ---------------- | ------------ | -------------- | -------------- | -------------- | -------------- | -------------- | -------------- | ---------- | ---------- | ---------- | -------- | ------ | --------- |
| Matej Beňuš      | C1 maschile  | 99"61          | 2º             | 96"89          | 1º             | 96"89          | 1º Q           | 2"         | 106"40     | 9º Q       | 2"       | 105"60 | 6º        |
| Monika Škáchová  | C1 femminile | 125"65         | 16ª            | 116"85         | 11ª            | 116"85         | 12ª Q          | 2"         | 124"87     | 10ª Q      | 6"       | 129"39 | 9ª        |
| Jakub Grigar     | K1 maschile  | 94"37          | 9º             | 92"38          | 8º             | 92"38          | 8º Q           | 2"         | 96"27      | 4º Q       | 0"       | 94"85  |           |
| Eliška Mintálová | K1 femminile | 107"67         | 3ª             | 117"55         | 18ª            | 107"67         | 8ª Q           | 2"         | 107"18     | 2ª Q       | 50"      | 158"36 | 9ª        |

### Velocità
| Atleta                                         | Evento             | Batteria | Batteria  | Quarti   | Quarti    | Semifinale | Semifinale | Finale / Finale B | Finale / Finale B |
| Atleta                                         | Evento             | Tempo    | Posizione | Tempo    | Posizione | Tempo      | Posizione  | Tempo             | Posizione         |
| ---------------------------------------------- | ------------------ | -------- | --------- | -------- | --------- | ---------- | ---------- | ----------------- | ----------------- |
| Peter Gelle                                    | K1 1000 m maschile | 3'42"131 | 2º Q      | Bye      | Bye       | 3'28"255   | 7º qB      | 3'28"240          | 14º               |
| Samuel Baláž Adam Botek                        | K2 1000 m maschile | 3'13"982 | 3ª Q      | 3:11.458 | 2ª Q      | 3'20"917   | 6ª qB      | 3'21"087          | 10ª               |
| Samuel Baláž Adam Botek Denis Myšák Erik Vlček | K4 500 m maschile  | 1'21"807 | 2ª Q      | N.D.     | N.D.      | 1'23"799   | 2ª Q       | 1'23"534          |                   |

## Ciclismo

### Ciclismo su strada
| Atleta      | Evento                  | Tempo      | Posizione |
| ----------- | ----------------------- | ---------- | --------- |
| Lukáš Kubiš | Corsa in linea maschile | DNF        | DNF       |
| Juraj Sagan | Corsa in linea maschile | DNF        | DNF       |
| Lukáš Kubiš | Cronometro maschile     | 1h06'25"20 | 37º       |

## Ginnastica

### Ginnastica artistica
| Atleta           | Evento                         | Qualificazione | Qualificazione | Qualificazione | Qualificazione | Qualificazione | Qualificazione | Finale          | Finale          | Finale          | Finale          | Finale          | Finale          |
| Atleta           | Evento                         | Attrezzo       | Attrezzo       | Attrezzo       | Attrezzo       | Totale         | Pos.           | Attrezzo        | Attrezzo        | Attrezzo        | Attrezzo        | Totale          | Pos.            |
| Atleta           | Evento                         | CL             | V              | T              | P              | Totale         | Pos.           | CL              | V               | T               | P               | Totale          | Pos.            |
| ---------------- | ------------------------------ | -------------- | -------------- | -------------- | -------------- | -------------- | -------------- | --------------- | --------------- | --------------- | --------------- | --------------- | --------------- |
| Barbora Mokošová | Concorso individuale femminile | 12,833         | 13,333         | 11,700         | 13,333         | 51,199         | 52ª            | Non qualificata | Non qualificata | Non qualificata | Non qualificata | Non qualificata | Non qualificata |

## Golf
| Atleta         | Torneo   | Round 1   | Round 2   | Round 3   | Round 4   | Totale    | Totale | Totale    |
| Atleta         | Torneo   | Punteggio | Punteggio | Punteggio | Punteggio | Punteggio | Par    | Posizione |
| -------------- | -------- | --------- | --------- | --------- | --------- | --------- | ------ | --------- |
| Rory Sabbatini | Maschile | 69        | 67        | 70        | 61        | 267       | –17    |           |

## Lotta

### Libera
| Atleta        | Evento         | Ottavi               | Quarti               | Semifinali           | Ripescaggio          | Finale / FB          | Pos. |
| Atleta        | Evento         | Avversario Risultato | Avversario Risultato | Avversario Risultato | Avversario Risultato | Avversario Risultato | Pos. |
| ------------- | -------------- | -------------------- | -------------------- | -------------------- | -------------------- | -------------------- | ---- |
| Boris Makojev | 86 kg maschile | Naifonov P 0–3       | Non qualificato      | Non qualificato      | Non qualificato      | Non qualificato      | 14º  |

## Nuoto
| Atleta             | Evento                  | Batterie | Batterie  | Semifinali      | Semifinali      | Finale          | Finale          |
| Atleta             | Evento                  | Tempo    | Posizione | Tempo           | Posizione       | Tempo           | Posizione       |
| ------------------ | ----------------------- | -------- | --------- | --------------- | --------------- | --------------- | --------------- |
| Richard Nagy       | 200 m farfalla maschili | 2'01"91  | 37º       | Non qualificato | Non qualificato | Non qualificato | Non qualificato |
| Richard Nagy       | 400 m misti maschili    | 4'18"29  | 23º       | N.D.            | N.D.            | Non qualificato | Non qualificato |
| Andrea Podmaníková | 100 m rana femminili    | 1'08"36  | 28ª       | Non qualificata | Non qualificata | Non qualificata | Non qualificata |
| Andrea Podmaníková | 200 m rana femminili    | 2'29"56  | 30ª       | Non qualificata | Non qualificata | Non qualificata | Non qualificata |

## Pugilato
| Atleta        | Evento             | 16-esimi             | Ottavi               | Quarti               | Semifinali           | Finale               | Pos.            |
| Atleta        | Evento             | Avversario Punteggio | Avversario Punteggio | Avversario Punteggio | Avversario Punteggio | Avversario Punteggio | Pos.            |
| ------------- | ------------------ | -------------------- | -------------------- | -------------------- | -------------------- | -------------------- | --------------- |
| Andrej Csemez | Pesi medi maschile | Prince V 4–0         | Darchinyan P 0–5     | Non qualificato      | Non qualificato      | Non qualificato      | Non qualificato |

## Tennis

### Singolare
| Atleta         | Evento             | 32-esimi                       | 16-esimi             | Ottavi               | Quarti               | Semifinali           | Finale               | Pos.            |
| Atleta         | Evento             | Avversario Punteggio           | Avversario Punteggio | Avversario Punteggio | Avversario Punteggio | Avversario Punteggio | Avversario Punteggio | Pos.            |
| -------------- | ------------------ | ------------------------------ | -------------------- | -------------------- | -------------------- | -------------------- | -------------------- | --------------- |
| Norbert Gombos | Singolare maschile | Giron P (6(4)–7, 6–3, 2–6)     | Non qualificato      | Non qualificato      | Non qualificato      | Non qualificato      | Non qualificato      | Non qualificato |
| Lukáš Klein    | Singolare maschile | Duckworth P (7–5, 3–6, 6(4)–7) | Non qualificato      | Non qualificato      | Non qualificato      | Non qualificato      | Non qualificato      | Non qualificato |

### Doppio
| Atleta                    | Evento          | 16-esimi                         | Ottavi                                    | Quarti               | Semifinali           | Finale / FB          | Pos.            |
| Atleta                    | Evento          | Avversario Punteggio             | Avversario Punteggio                      | Avversario Punteggio | Avversario Punteggio | Avversario Punteggio | Pos.            |
| ------------------------- | --------------- | -------------------------------- | ----------------------------------------- | -------------------- | -------------------- | -------------------- | --------------- |
| Lukáš Klein Filip Polášek | Doppio maschile | Karatsev / Medvedev V (7–5, 6–4) | Krajicek / Sandgren P (7–6(2), 2–6, 5–10) | Non qualificati      | Non qualificati      | Non qualificati      | Non qualificati |

## Tennistavolo
| Atleta                          | Evento            | Preliminari          | Round 1              | Round 2              | Round 3              | Ottavi                | Quarti               | Semifinali           | Finale               | Pos.            |
| Atleta                          | Evento            | Avversario Punteggio | Avversario Punteggio | Avversario Punteggio | Avversario Punteggio | Avversario Punteggio  | Avversario Punteggio | Avversario Punteggio | Avversario Punteggio | Pos.            |
| ------------------------------- | ----------------- | -------------------- | -------------------- | -------------------- | -------------------- | --------------------- | -------------------- | -------------------- | -------------------- | --------------- |
| Wang Yang                       | Singolo maschile  | Bye                  | Bye                  | Powell V 4–0         | Niwa P 0–4           | Non qualificato       | Non qualificato      | Non qualificato      | Non qualificato      | Non qualificato |
| Barbora Balážová                | Singolo femminile | Bye                  | Bye                  | Liu P 0–4            | Non qualificata      | Non qualificata       | Non qualificata      | Non qualificata      | Non qualificata      | Non qualificata |
| Ľubomír Pištej Barbora Balážová | Squadre misto     | N.D.                 | N.D.                 | N.D.                 | N.D.                 | Ionescu / Szőcs P 1–4 | Non qualificata      | Non qualificata      | Non qualificata      | Non qualificata |

## Tiro a segno/volo
Uomini
| Atleta         | Evento                       | Qualificazione | Qualificazione | Finale          | Finale          |
| Atleta         | Evento                       | Punteggio      | Classifica     | Punteggio       | Classifica      |
| -------------- | ---------------------------- | -------------- | -------------- | --------------- | --------------- |
| Patrik Jány    | Carabina 10 m aria compressa | 630,5          | 4º Q           | 143,7           | 7º              |
| Patrik Jány    | Carabina 50 m 3 posizioni    | 1172           | 13º            | Non qualificato | Non qualificato |
| Juraj Tužinský | Pistola 10 m aria compressa  | 570            | 27º            | Non qualificato | Non qualificato |
| Erik Varga     | Trap                         | 122            | 11º            | Non qualificato | Non qualificato |

Donne
| Atleta                   | Evento | Qualificazione | Qualificazione | Finale          | Finale          |
| Atleta                   | Evento | Punteggio      | Classifica     | Punteggio       | Classifica      |
| ------------------------ | ------ | -------------- | -------------- | --------------- | --------------- |
| Zuzana Rehák-Štefečeková | Trap   | 125            | 1ª Q           | 43              |                 |
| Danka Barteková          | Skeet  | 118            | 13ª            | Non qualificata | Non qualificata |

Misto
| Atleta                              | Evento         | Qualificazione | Qualificazione | Finale / FB                                                       | Finale / FB     |
| Atleta                              | Evento         | Punteggio      | Classifica     | Avversario Punteggio                                              | Pos.            |
| ----------------------------------- | -------------- | -------------- | -------------- | ----------------------------------------------------------------- | --------------- |
| Marián Kovačócy Jana Špotáková      | Trap a squadre | 144            | 8ª             | Non qualificata                                                   | Non qualificata |
| Erik Varga Zuzana Rehák-Štefečeková | Trap a squadre | 146 (+11)      | 3ª Q           | Finale 3º posto Brian Burrows / Madelynn Bernau P 42 (+2)–42 (+3) | 4ª              |

## Tiro con l'arco
| Atleta           | Evento                | Classificazione | Classificazione | 32-esimi             | 16-esimi             | Ottavi               | Quarti               | Semifinali           | Finale / FB          | Pos.            |
| Atleta           | Evento                | Punteggio       | Pos.            | Avversario Punteggio | Avversario Punteggio | Avversario Punteggio | Avversario Punteggio | Avversario Punteggio | Avversario Punteggio | Pos.            |
| ---------------- | --------------------- | --------------- | --------------- | -------------------- | -------------------- | -------------------- | -------------------- | -------------------- | -------------------- | --------------- |
| Denisa Baránková | Individuale femminile | 655             | 12ª             | Pärnat P 4–6         | Non qualificata      | Non qualificata      | Non qualificata      | Non qualificata      | Non qualificata      | Non qualificata |